# Haus Keyl

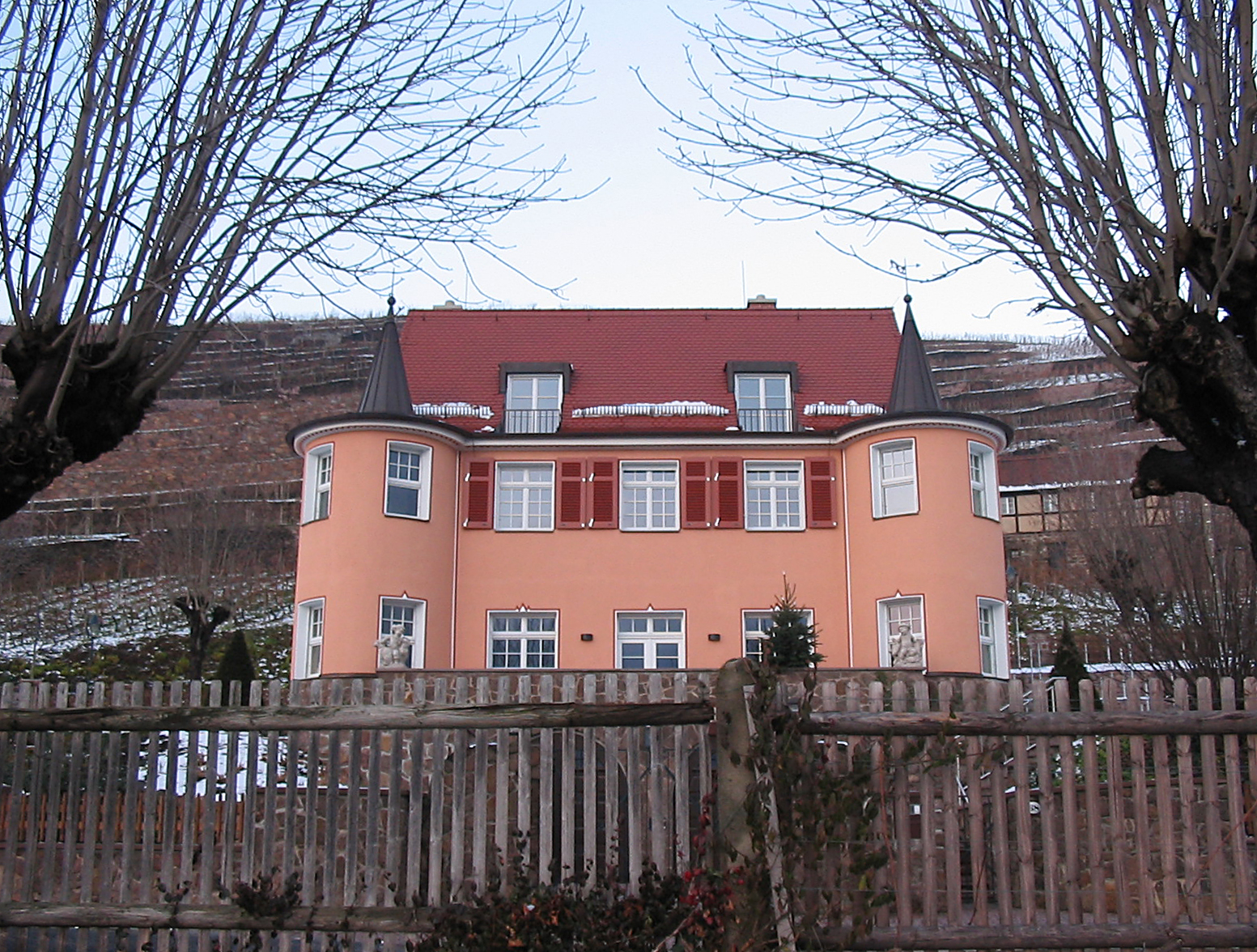
Haus Keyl

Das Haus Keyl liegt im Stadtteil Oberlößnitz der sächsischen Stadt Radebeul, in der Hoflößnitzstraße 68. Es ist nach seinem Erbauer benannt, dem Schuhfabrikanten Fritz Keyl, der in Oberlößnitz und ab 1933 im Radebeuler Industriebezirk die Schuhfabrik F. Keyl besaß.

## Beschreibung

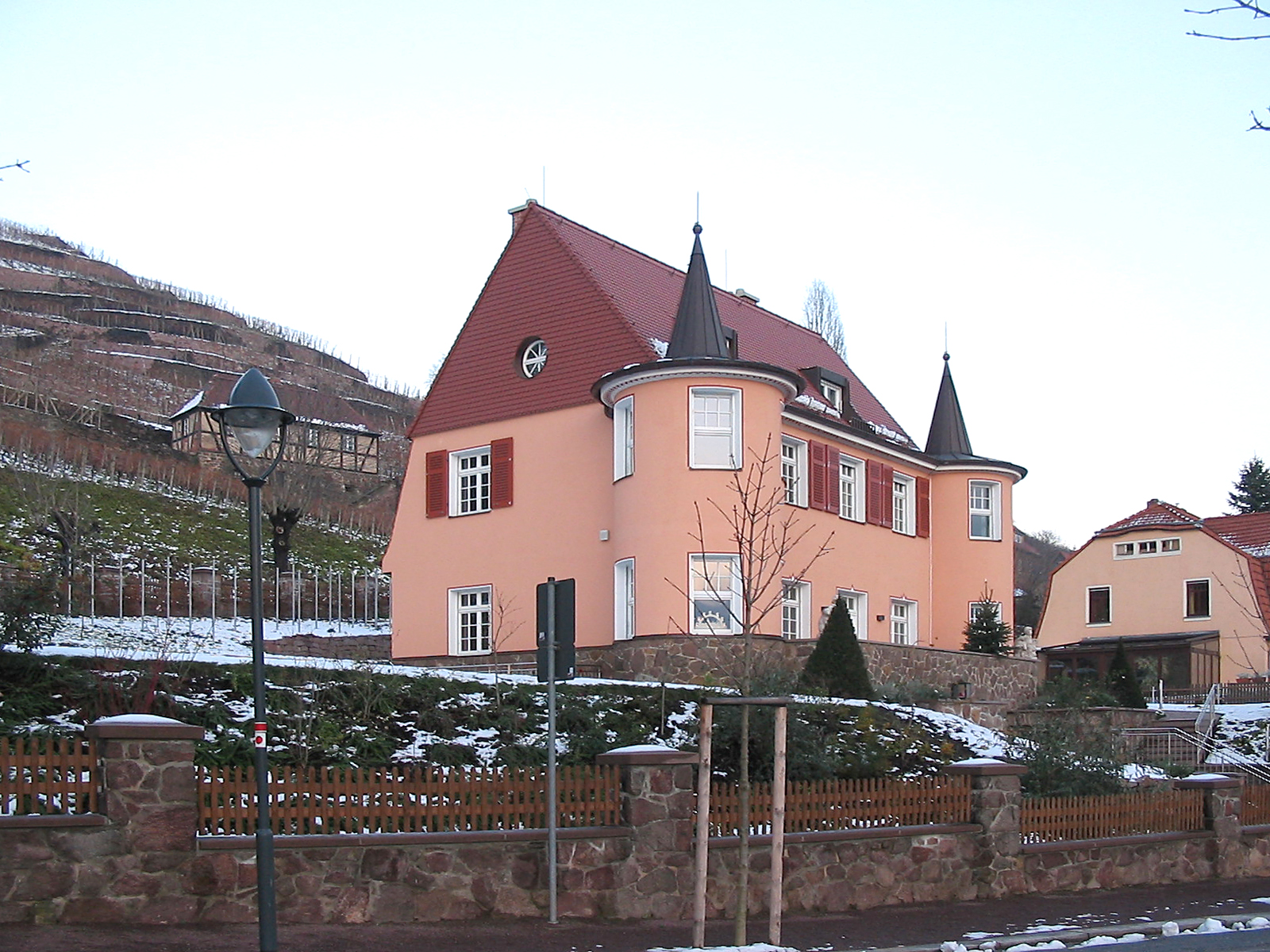
Haus Keyl

Das zweigeschossige, mit vorgelagerter Terrasse, Einfriedung und Toreinfahrt unter Denkmalschutz stehende Landhaus im Stil der Heimatschutzarchitektur steht unterhalb der Weinberge bei der Hoflößnitz im Denkmalschutzgebiet Historische Weinberglandschaft Radebeul.
Es hat ein hohes Satteldach sowie nach Süden an den Gebäudeecken zwei dreiviertelrunde Ecktürme mit kupfernen Kegelhelmen, die im größten Durchmesser geringer ausgebildet sind als der Durchmesser der Türme, auf denen sie sitzen. Die Südansicht mit den beiden Türmen ist ein bewusstes Zitat der Ansicht von Schloss Moritzburg. Der Bau steht auf einem nach Süden vortretenden Sockelgeschoss mit zwei Garagentoren und einer Freitreppe auf der rechten Seite.
Auf der Nordseite des einfach verputzten Gebäudes steht ein Eingangsvorbau, das Dach dort hat die Form eines Mansarddachs mit einer Hechtgaube.
Auf der Terrasse stehen Putten aus Kunststein des ansässigen Bildhauers Burkhart Ebe, die ebenfalls Vorbilder von Schloss Moritzburg zitieren.

## Geschichte

Haus Keyl rechts (nördlich) der Hoflößnitz, an der Spitze der senkrechten Häuserzeile in der Bildmitte (im Zwickelgrundstück an der Straßengabel).

1930 ließ sich der Fabrikant Fritz Keyl durch den Architekten Franz Keyl, Dresden, ein villenartiges, repräsentatives Landhaus entwerfen. Der ausführende Baumeister Alwin Noack errichtete das Gebäude, sodass es im April 1931 in Gebrauch genommen werden konnte.